# Capitaine Jack Harkness (Torchwood)
Pour les articles homonymes, voir Jack Harkness.
Capitaine Jack Harkness (Captain Jack Harkness) est le douzième épisode de la série britannique de science fiction Torchwood et la première partie de l'épisode final de la première saison. Cet épisode et sa suite La Fin des temps furent diffusés l'un après l'autre, le 1er janvier 2007 sur BBC Three. Cet épisode fut nommé pour les Prix Hugo 2008.

## Synopsis
Visitant une salle de bal désaffectée, Jack et Toshiko se retrouvent transportés en 1941 à l'époque du Blitz. Alors que Owen tente de rouvrir la faille spatio-temporelle, Jack se retrouve face à un jeune capitaine de l'armée qui dit s'appeler Jack Harkness.

## Liens avec la sérieDoctor Who
- L'épisode se déroule en partie dans la nuit du 20 au 21 janvier 1941. On peut en conclure que les évènements du double épisode Drôle de mort/le Docteur danse ont lieu quelques mois plus tard à Londres.
- À l'extérieur de la salle de bal, on peut voir une affiche avec écrit "Vote Saxon". Mr Saxon est le mot récurrent qu'on retrouve au cours de la troisième saison de Doctor Who. À l'époque de diffusion de cet épisode, seul l'épisode spécial de Noël de cette saison avait été diffusé, une semaine auparavant.
- La machine permettant d'ouvrir la faille temporelle présente quelques similitudes avec l'intérieur du TARDIS
- On réentend la chanson A Nightingale Sang in Berkeley Square qui marquait la première apparition de Jack Harkness dans Drôle de mort.
- On retrouve aussi dans les grafitis qui ornent la salle, le sigle des "Preachers" (Le Règne des Cybermen) et l'inscription "Bad Wolf", mot récurrent de la première saison de Doctor Who.
- Cet épisode et sa suite furent diffusés le même jour que Invasion of the Bane, le pilote d'un autre spin-off de Doctor Who : The Sarah Jane Adventures.

## Continuité
- Lorsque Owen recherche le plan du manipulateur de brèche, on le voit retrouver la machine fantôme (Machine fantôme) et le couteau de Suzie (Tout change - Ils tuent encore Suzie)
- Un pan inconnu de la vie de Jack se dévoile lorsqu'il raconte que lors d'une guerre, lui et son meilleur ami s'étaient infiltrés à travers les lignes ennemies et que ce dernier avait été torturé à mort.

## Musique
- My Melancholy Baby : lorsque George danse avec Toshiko.
- The White Cliffs of Dover : durant le raid aérien.
- A Nightingale Sang in Berkeley Square : lorsque Jack danse avec son homonyme.
- Take the A Train
- Jack's Love Theme

Toutes ces chansons sont chantés par Melissa Moore sauf la dernière qui est un instrumental.

## Référence diverse
- Le mot de passe de Jack est Rhéa Silvia, la mère de Romulus et Rémus dans la mythologie romaine.